# ساوري يوشيدا

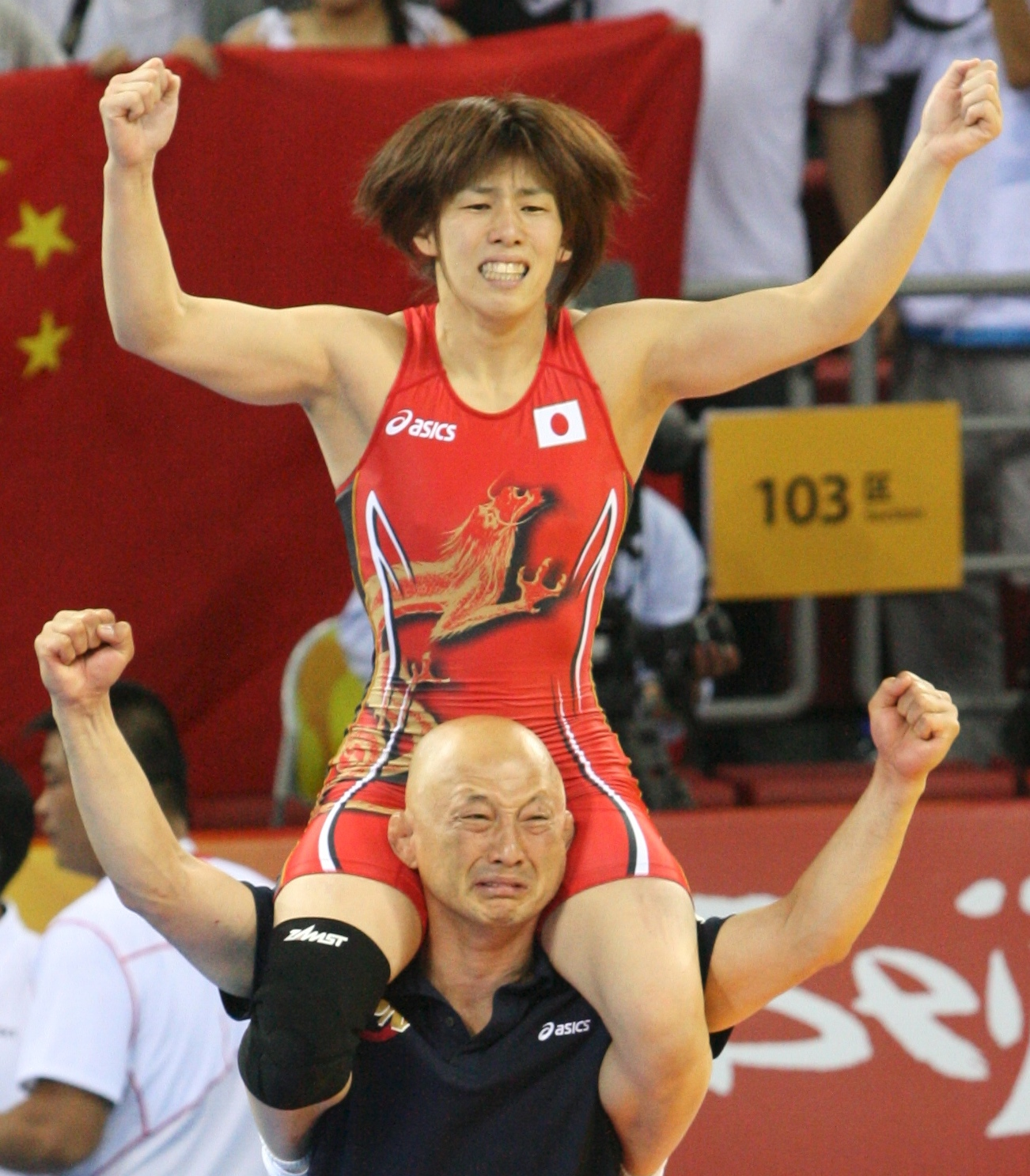

ساوري يوشيدا (Saori Yoshida) هي لاعبة أولمبية لرياضة مصارعة من اليابان. شاركت في الأولمبياد الصيفي في 2004–2012، وفازت بما مجموعه 3 ميداليات.

## الميداليات
| ذهب | فضة | برونز | المجموع |
| 3   | 0   | 0     | 3       |

## روابط خارجية
- ساوري يوشيدا على موقع قاعدة بيانات المصارعة الدولية (الإنجليزية)
- ساوري يوشيدا على موقع أوليمبيديا (الإنجليزية)